# Alchemilla subdesertica
Alchemilla subdesertica é uma espécie de rosácea do gênero Alchemilla, pertencente à família Rosaceae.